# Đài tưởng niệm Quốc gia (Indonesia)
Đài tưởng niệm Quốc gia (tiếng Indonesia: Monumen Nasional, viết tắt Monas) là một cột tháp cao 132 m (433 ft) ở trung tâm Quảng trường Merdeka, Trung Jakarta. Đây là di tích quốc gia của Indonesia, được xây dựng để kỷ niệm cuộc đấu tranh giành độc lập của Indonesia.
Việc xây dựng bắt đầu vào năm 1961 dưới sự chỉ đạo của Tổng thống Sukarno. Monas mở cửa cho công chúng vào năm 1975. Phía trên đỉnh tháp là một ngọn lửa phủ vàng lá.